# 케이시 켈러
케이시 켈러(Kasey C. Keller, 1969년 11월 27일 ~ )는 미국의 은퇴한 축구 선수이자 현재 지도자이다.

## 수상
개인
- 2006년 FIFA 월드컵 맨 오브 더 매치 : vs. 이탈리아 (조별리그)

## 같이 보기
- A매치 100경기 이상 출전한 축구 선수 명단